# 굳건이
굳건이는 2012년에 탄생한 대한민국 병무청의 마스코트 캐릭터이다.

## 비판
굳건이는 병무청 공식 블로그에 올라온 소개글에 성차별 및 성범죄를 희화화한 글이 올라온 것과 관련하여, 대한민국 제20대 국회 국방위원회 소속 김종대 의원은 "성평등 확산에 앞장서야 할 정부 기관이 공식 마스코트를 성차별 문구로 홍보하는 상황"이라고 비판했다.
굳건이에 대하여 군인정신과 거리가 있으며, 군입대를 앞두고 예민한 상태에서 지나치게 해맑은 미소 등에서 위화감을 받게되는 반응으로 호응을 얻지 못한 것으로 알려졌다. 대한민국 징병제의 폐해에 대한 비판뿐만 아니라 굳건이에 대한 부정적인 이미지로 인해 굳건이를 이용한 풍자물도 존재한다.

## 같이 보기
- 힘찬이